# A Man for All Seasons
A Man for All Seasons (en España, Un hombre para la eternidad; en Hispanoamérica, Un hombre de los dos reinos/El hombre de dos reinos) es una película británica dramática-histórica de 1966, basada en la obra de teatro homónima de Robert Bolt y dirigida y producida por Fred Zinnemann.
La película narra los últimos años de la vida del político y humanista inglés Tomás Moro, lord canciller de Enrique VIII de Inglaterra, interpretado por Paul Scofield, quien ya lo había hecho con el mismo papel en la obra de Bolt en el West End y ganado un Tony al mejor actor principal en una obra de teatro. Junto a él, también participaron Wendy Hiller, Leo McKern, John Hurt y Robert Shaw.
La película fue un éxito de crítica y de taquilla. Ganó seis Premios de la Academia, incluyendo Mejor película, mejor director para Zinnemann, mejor vestuario para Elizabeth Haffenden y mejor actor para Scofield; siete Premios BAFTA y cinco Globos de Oro.

## Argumento
La película se abre con el cardenal Wolsey (Orson Welles), llamando a sir Tomás Moro (Paul Scofield) a su palacio en Hampton Court. Deseando su apoyo en la obtención del divorcio del papa de manera que el rey pueda casarse con Ana Bolena, Wolsey regaña a Moro por ser el único miembro del Consejo Privado que argumenta en contra de él. Cuando Moro afirma que el papa nunca concederá un divorcio, queda escandalizado por la sugerencia de Wolsey de que apliquen «presión» para forzar el tema. Moro rechaza ayudar.
Volviendo por el río Támesis a su propiedad de Chelsea, Moro se encuentra con Richard Rich (John Hurt), un joven conocido de Cambridge que espera junto al muelle por su regreso. Rich le pide a Moro un puesto en la corte, pero Moro, citando las diversas corrupciones allí, le aconseja que en lugar de ello se convierta en maestro. Al entrar en la casa, Moro se encuentra con su hija Meg (Susannah York) con un joven protestante llamado William Roper (Corin Redgrave), quien anuncia su deseo de casarse con ella. Moro, un devoto católico, anuncia que su respuesta es «no« mientras Roper siga siendo un «hereje».
Wolsey muere cuando había sido alejado de la corte en desgracia, habiendo fracasado a la hora de obtener el divorcio del papa. El rey Enrique VIII (Robert Shaw) nombra a Moro como lord canciller de Inglaterra. Poco después, el rey llega en barcaza a Chelsea para preguntar por su divorcio. Sir Thomas, no deseando admitir que su conciencia le prohíbe disolver lo que él considera un matrimonio válido, permanece sin conmoverse conforme el rey alterna amenazas con promesas del favor real. Cuando Moro finalmente se refiere a Catalina como "la reina," el rey explota en un ataque de furia. Marchándose enfurruñado, el rey Enrique regresa a su barcaza y ordena a los remeros que se marchen. Sus cortesanos se quedan detrás corriendo por el lodo y dentro del río para alcanzarla mientras el rey se ríe histéricamente.
Roper, a partir de la discusión de Moro con el rey, revela que sus opiniones religiosas se han alterado considerablemente. Declara que atacando la Iglesia católica, el rey se ha convertido en "el ministro del Demonio". Un aterrorizado Moro le ruega que sea más precavido cuando Rich llega, pidiéndole de nuevo una posición en la corte. Cuando Moro de nuevo rehúsa, Rich denuncia al mayordomo de Moro como un espía de Thomas Cromwell (Leo McKern), uno de los enemigos de Moro en la corte. Ahora él y su familia, incluyendo su esposa Alice (Wendy Hiller) descubren la desagradable verdad: Rich está siendo manipulado por Cromwell para que espíe a Moro. Conforme un humillado Rich se marcha, la familia de Moro le pide que haga arrestar a Rich. Moro lo rechaza, afirmando que Rich, aun siendo peligroso, no ha quebrantado ninguna ley. Aún buscando una posición en la corte, Rich se apunta al mecenazgo de Cromwell y se une a él en su intento de hacer caer a Moro.
El rey Enrique, cansado de esperar un divorcio de la Santa Sede, se declara a sí mismo "Cabeza suprema de la Iglesia de Inglaterra": exige que tanto los obispos como el Parlamento renuncien toda obediencia a la Santa Sede. Moro renuncia silenciosamente a su puesto como Canciller antes que aceptar la nueva orden. Conforme hace eso, su amigo íntimo, Thomas Howard, III duque de Norfolk (Nigel Davenport), intenta conocer su opinión como parte de una conversación amistosa sin ningún testigo presente. Moro, sin embargo, conoce que el tiempo para hablar libremente de tales materias ha acabado.
El rey no resulta calmado. Exige que Moro acuda a su boda con Ana Bolena (Vanessa Redgrave). Moro rechaza y lo llaman de nuevo a Hampton Court, ahora ocupado por Cromwell. Moro es interrogado en sus opiniones pero rechaza responder, citando como su derecho bajo el Derecho de Inglaterra. Cromwell declara enfadado que el rey lo ve ahora como un traidor. Moro regresa a casa y le sale al paso su hija, Meg le informa que un nuevo juramento sobre el matrimonio está puesto en marcha y que deben asumirlo todos bajo la pena de alta traición. Incapaz de encontrar ningún subterfugio que le permita asumir el juramento, Moro rechaza asumirlo y es apresado en la Torre de Londres.
A pesar de las tácticas de presión de Cromwell, la sutil manipulación del arzobispo Thomas Cranmer (Cyril Luckham), y las peticiones de ambos Norfolk y su familia, Moro permanece firme en su rechazo a asumir el juramento. Cuando finalmente es presentado en juicio, permanece en silencio hasta después de ser condenado por traición a base del testimonio perjuro de Richard Rich. Es entonces informado de que Rich ha sido promovido a Fiscal general de Gales como recompensa.
Ahora no teniendo nada más que perder, un enfadado Moro denuncia la naturaleza ilegal de las acciones del rey, citando la base bíblica por la autoridad del papado sobre la cristiandad. Él más tarde declara que la inmunidad de la Iglesia respecto del Estado está garantizada tanto por la Carta Magna como en el juramento de coronación del propio rey. Conforme los espectadores gritan en protesta, Moro es condenado a muerte.
Más tarde, afuera de la Torre de Londres, Moro hace la señal de la cruz y se arrodilla ante el hacha del verdugo. Un narrador entona el epílogo.

La cabeza de Tomás Moro quedó clavada en la Puerta de los Traidores durante un mes. Luego su hija, Margaret, la quitó de allí y la conservó hasta su muerte. Cromwell fue decapitado por alta traición cinco años después de Moro. El arzobispo fue quemado en la estaca. El duque de Norfolk tenía que haber sido ejecutado por alta traición pero el rey murió de sífilis la noche antes. Richard Rich se convirtió en canciller de Inglaterra y murió en su lecho.

## Reparto
| Actor            | Personaje                         |
| ---------------- | --------------------------------- |
| Paul Scofield    | Sir Tomás Moro                    |
| Wendy Hiller     | Alicia Moro                       |
| Leo McKern       | Thomas Cromwell                   |
| Robert Shaw      | Enrique VIII de Inglaterra        |
| Orson Welles     | Cardenal Thomas Wolsey            |
| Susannah York    | Margarita Moro                    |
| Nigel Davenport  | Duque de Norfolk                  |
| John Hurt        | Richard Rich                      |
| Corin Redgrave   | William Roper                     |
| Colin Blakely    | Matthew                           |
| Cyril Luckham    | Arzobispo Thomas Cranmer          |
| Jack Gwillim     | Jefe de Justicia                  |
| Thomas Heathcote | Barquero                          |
| Yootha Joyce     | Averil Machin                     |
| Anthony Nicholls | Representante del rey             |
| John Nettleton   | Carcelero                         |
| Eira Heath       | Esposa de Matthew                 |
| Molly Urquhart   | Dama de honor                     |
| Paul Hardwick    | Cortesano                         |
| Michael Latimer  | Ayudante de Norfolk               |
| Philip Brack     | Capitán de guardia                |
| Martin Boddey    | Gobernador de la Torre de Londres |
| Eric Mason       | Verdugo                           |
| Matt Zimmerman   | Mensajero                         |
| Vanessa Redgrave | Ana Bolena                        |

## Producción

### Guion

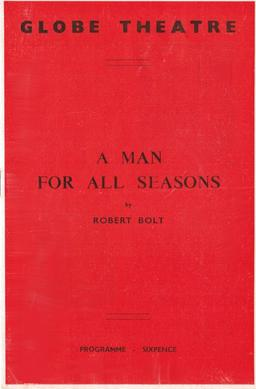
Programa de la obra de teatro londinense A Man For All Seasons (1960) escrita por Robert Bolt, antecedente de la película.

La primera versión de esta obra fue escrita por Robert Bolt en 1954 para la BBC Radio. Adaptada para el teatro, se estrenó en Londres en el Globe Theatre del West End el 1 de julio de 1960, y se representó con éxito durante varios años. En Broadway, el estreno tuvo lugar el 22 de noviembre de 1961, en el ANTA Playhouse. 
Robert Bolt adaptó el guion él mismo. Originalmente, existía un personaje llamado «El Hombre Común», que fue eliminado y el personaje se dividió en los roles del barquero del Támesis, el mayordomo de Moro, el posadero, el carcelero de la Torre, el capataz del jurado y el verdugo. La subtrama que involucraba al embajador imperial, Eustace Chapuys, también fue eliminada. Se agregaron algunas escenas menores a la obra, por ejemplo la muerte de Wolsey, la investidura de Moro como Lord Canciller, y la boda del rey con Ana Bolena, para cubrir las lagunas narrativas dejadas por la exclusión de «El Hombre Común».
La escenificación brechtiana en la escena final del tribunal (que representaba al jurado como compuesto por «El Hombre Común» y varios pares con los sombreros de los diversos personajes que ha interpretado) cambia a un entorno más naturalista. Además, aunque el duque de Norfolk fue el juez tanto históricamente como en la representación del juicio en la obra, el personaje del juez principal (Jack Gwillim) fue creado para la película. Norfolk todavía está presente, pero juega un papel menor en los procedimientos.

#### Título
El título refleja el retrato que Bolt realizó de Tomás Moro, como un hombre de conciencia, que se mantiene fiel a sus principios y a su fe bajo todas las circunstancias y en todo momento. Bolt tomó prestado el título del filólogo británico Robert Whittington, un contemporáneo de Moro, quien en 1520 escribió sobre él:

Moro es un hombre con el ingenio de un ángel y un conocimiento singular. No conozco a su semejante. Porque, ¿dónde está el hombre de tal dulzura, humildad y afabilidad? Y, como el tiempo lo demandaba, un hombre de maravillosa alegría y afición, y en algún momento de tan triste gravedad como dicen. Un hombre para todas las estaciones.

### Casting
Paul Scofield hizo de protagonista tanto en las obras del West End como de Brodway, y había sido premiado con un Tony al mejor actor principal en una obra de teatro. Sin embargo, los productores temían que Scofield no fuera un nombre lo suficientemente famoso como para atraer al público, por lo que los productores se acercaron a Richard Burton, quien rechazó el papel. Laurence Olivier también fue considerado, pero el director Zinnemann exigió que Scofield fuera elegido.
Alec Guinness fue la primera opción del estudio para interpretar al Cardenal Wolsey, y Peter O'Toole fue la primera opción para interpretar a Enrique VIII. Richard Harris también fue considerado. Bolt quería que el director de cine John Huston interpretara a Norfolk, pero se negó. Vanessa Redgrave originalmente había interpretado a Margarita, pero tenía un compromiso teatral. Ella aceptó realizar un cameo como Ana Bolena con la condición de que no se le pagara ni que fuera mencionada en la publicidad del filme.
Para mantener el presupuesto en menos de $2 millones, todos los actores tomaron recortes salariales: solo Scofield, York y Welles recibieron salarios superiores a £10 000. Para interpretar a Rich, su primer papel importante en el cine, John Hurt cobró un sueldo de £3.000. Redgrave apareció simplemente por diversión y se negó a aceptar dinero.
Leo McKern había interpretado a «El Hombre Común» en la producción original del espectáculo del West End, pero luego interpretó a Cromwell para la producción de Broadway. Él y Scofield son los únicos miembros del elenco que aparecen en las versiones teatral y cinematográfica. Redgrave aparecería posteriormente como Lady Alice en una nueva versión de 1988.

## Recepción

### Taquilla
La película fue un éxito de taquilla, ganando US$28.350.000 solo en Estados Unidos, convirtiéndola en la quinta película más taquillera de 1966.

### Crítica
A Man for All Seasons recibió numerosas evaluaciones positivas de críticos de cine, con una calificación del 80% en Rotten Tomatoes, con una calificación promedio de 7,8/10, con base en 35 revisiones. El consenso de los críticos afirma: "La cinematografía sólida y las actuaciones agradables de Paul Scofield y Robert Shaw añaden una chispa a esta adaptación deliberadamente marcada de la obra de Robert Bolt". A.D. Murphy de Variety escribió: "El productor y director Fred Zinnemann ha mezclado todos los elementos cinematográficos en una excelente, atractiva y conmovedora versión cinematográfica de A Man for All Seasons".
La actuación de Paul Scofield fue particularmente elogiada. Kate Cameron del New York Daily News dijo: "Sobre todas estas actuaciones finas, incluida la representación opulenta, descarada y enérgica de Robert Shaw del rey, es Scofield quien domina la pantalla con su voz refinada y su firme negativa a doblegarse ante el rey, incluso a expensas de su cabeza". Sin embargo, Pauline Kael le dio a la película una crítica más negativa, afirmando la poca emotividad de cada uno de los intérpretes.
En 1995, con motivo del centenario del nacimiento del cine, el Pontificio Consejo para las Comunicaciones Sociales de la Santa Sede la incluyó entre las mejores películas de todos los tiempos. En 1999, el British Film Institute nombró a A Man for All Seasons la 43.ª película británica más grande de todos los tiempos. En 2008, ocupó el lugar 106 en la lista de 500 mejores películas de todos los tiempos de la revista Empire.

## Música
La música, obra del reputado director de bandas sonoras Georges Delerue, e interpretada con instrumentos de la época, consigue hacerse pasar por hermosa música del renacimiento inglés.

## Premios y nominaciones

### Premios Óscar
En 39.ª ceremonia de los Premios Óscar, A Man for All Seasons fue nominada a ocho premios de la Academia, ganando seis. Ante la inasistencia de Scofield a la ceremonia, su coprotagonista Wendy Hiller debió aceptar el premio en su nombre.
| Año  | Categoría                                    | Receptor                          | Resultado |
| ---- | -------------------------------------------- | --------------------------------- | --------- |
| 1967 | Mejor película                               | Fred Zinnemann, productor         | Ganadora  |
| 1967 | Mejor director                               | Fred Zinnemann                    | Ganador   |
| 1967 | Mejor actor                                  | Paul Scofield                     | Ganador   |
| 1967 | Mejor actor de reparto                       | Robert Shaw                       | Nominado  |
| 1967 | Mejor actriz de reparto                      | Wendy Hiller                      | Nominada  |
| 1967 | Mejor guion basado en material de otro medio | Robert Bolt                       | Ganador   |
| 1967 | Mejor fotografía (color)                     | Ted Moore                         | Ganador   |
| 1967 | Mejor diseño de vestuario (color)            | Elizabeth Haffenden y Joan Bridge | Ganadoras |

#### Premios Globo de Oro
| Año  | Categoría              | Receptor                  | Resultado |
| ---- | ---------------------- | ------------------------- | --------- |
| 1966 | Mejor película - Drama | Fred Zinnemann, productor | Ganadora  |
| 1966 | Mejor director         | Fred Zinnemann            | Ganador   |
| 1966 | Mejor actor - Drama    | Paul Scofield             | Ganador   |
| 1966 | Mejor actor de reparto | Robert Shaw               | Nominado  |
| 1966 | Mejor guion            | Robert Bolt               | Ganador   |

#### Premios BAFTA
| Año  | Categoría                          | Receptor                          | Resultado |
| ---- | ---------------------------------- | --------------------------------- | --------- |
| 1967 | Mejor película de cualquier fuente | Fred Zinnemann, director          | Ganadora  |
| 1967 | Mejor película británica           | Fred Zinnemann, director          | Ganador   |
| 1967 | Mejor actor                        | Paul Scofield                     | Ganador   |
| 1967 | Mejor guion adaptado               | Robert Bolt                       | Ganador   |
| 1967 | Mejor dirección artística (color)  | John Box                          | Ganador   |
| 1967 | Mejor fotografía (color)           | Ted Moore                         | Ganador   |
| 1967 | Mejor diseño de vestuario (color)  | Elizabeth Haffenden y Joan Bridge | Ganadoras |

### Otros premios
| Premios del Sindicato de Directores - Mejor dirección: Fred Zinnemann National Board of Review - Mejor película - Mejor director: Fred Zinnemann - Mejor actor: Paul Scofield - Mejor actor de reparto: Robert Shaw - 10 Películas más Destacadas | Premios del Círculo de Críticos de Cine de Nueva York - Mejor película - Mejor director: Fred Zinnemann - Mejor actor: Paul Scofield - Mejor guion: Robert Bolt Writers' Guild of Great Britain - Mejor guion: Robert Bolt |

La película también participó del Quinto Festival Internacional de Cine de Moscú, con Scofield ganando un premio al Mejor actor.